# ХК Оскарсхамн
ХК Оскарсхамн (швед. IK Oskarshamn) професионални је шведски клуб хокеја на леду из града Оскарсхамна. Тренутно се такмичи у HockeyAllsvenskan лиги, другом рангу професионалног клупског такмичења у Шведској. 
Утакмице на домаћем терену клуб игра на леду Оскарсхамн арене капацитета 3.424 места. Боје клуба су плава, бела и црвена.
Клуб је основан 1970. године уједињењем дотадашња два градска хокејашка клуба, АИК Оскарсхамна и ИФК Оскарсхамна. Иако је екипа у два наврата играла квалификације за пласман у елитну лигу, клуб никада није заиграо у најјачој лиги Шведске.

## Култни играчи
Статус култног играча клуба има 5 хокејаша и бројеви њихових дресова су повучени из употребе у клубу. Култни играчи Оскарсхамна су: 
- #4  Скитер Мур (Н)
- #5  Петер Екрот (О)
- #12  Александар Јохансон (О)
- #15  Фредрик Јенсон (Н)
- #28  Томас Бјернстрем (Н)